# Business-art
Business-art is een stroming binnen de beeldende kunst die in de jaren negentig bekend werd waarbij de dialoog tussen kunstenaars en het bedrijfsleven wordt aangegaan. De kunstenaars binnen deze stroming presenteren zich als bedrijf en niet als persoon. Hiermee begeven zij zich op het grensvlak van schijn en werkelijkheid. Het voeren van hun bedrijf is het kernthema van de kunstenaars, dus niet zozeer het individuele werk of product dat er uit voortkomt.
In business-art staan de vragen centraal wat de waarde van kunst is. Wat is het effect van financieel succes op de integriteit van de beeldend kunstenaar. Is er een verschil tussen hoge en lage kunsten. In welke mate mag een kunstenaar werk uitbesteden en zichzelf de kunstenaar van het werk blijven noemen. Ligt de grens kunst niet-kunst bij functionaliteit.

## Geschiedenis
Deze houding bij kunstenaars werd in 1991 door Frans Haks, destijds directeur van het Groninger Museum, in een interview benoemd als business-art. Dit legde Haks uit als kunst waarbij het doen van zaken en alles wat daar mee samenhangt tot het artistieke concept behoort [...] dus bedrijven en commerciële transacties als artistiek concept. In 1993 organiseerde Haks de tentoonstelling Business Art Business in het Groninger Museum.

## Kunstenaars
Een van de eerste vertegenwoordigers van de kunstenaar/ondernemer moderne stijl is Andy Warhol. Hij produceerde zeefdrukken in grote oplagen, maakte werk in opdracht, begaf zich op het gebied van het design en verheerlijkte 'succesvol zaken doen' als 'de beste vorm van kunst'.
Meer recente vertegenwoordigers van de business-art zijn Banca di Oklahoma (Italiaans kunstenaarscollectief), TecnoTest srl (bedrijf dat met technische apparatuur de kunstwereld infiltreert door afwijkende presentatie van hun producten), Kostabi (schilder die met zijn werkplaatsassistenten op renaissanceachtige wijze schilderijen produceert in grote oplage] en Res Ingold uit Zwitserland die de fictieve luchtvaartmaatschappij Ingold Airlines bedrijft. 
Nederlandse vertegenwoordigers van de stroming zijn Leeman & strandhagen en Int. Fi$h-handel SERVAAS & Zn. Holland. Servaas had naast zijn groothandel in ingeblikte vislucht een functie als docent aan ArtEZ in Arnhem. Binnen dit kader leidde hij jonge kunstenaars op tot ondernemer. Servaas nam deel aan de tentoonstelling Business Art Business in het Groninger Museum.

## Tentoonstellingen
- 1993 Groninger Museum: Business Art Business